# Frieda H. Sichel
Frieda Henriette Sichel, geb. Gotthelft (geb. 15. Mai 1889 in Kassel; gest. 5. Juli 1976 in Johannesburg) war eine deutsche Nationalökonomin und südafrikanische Sozialarbeiterin jüdischer Herkunft.

## Leben
Frieda Sichel entstammte der großbürgerlichen, jüdischen Familie Gotthelft, die in Kassel seit 1841 eine Druckerei betrieb und seit 1853 die angesehene Tageszeitung Casseler Tageblatt herausgab. Ihre Eltern waren Theodor Gotthelft (geb. 26. Juli 1850 in Kassel, gest. 15. Juni 1916 in Kassel) und dessen Ehefrau Fanny Alice Loewi (geb. 20. November 1861 in Paris, gest. 1. Oktober 1923 in Kassel). Ihr Großvater väterlicherseits war Carl Gotthelft (geb. 17. Juli 1817, gest. 14. Juni 1880 in Kassel), der mit seinem Bruder Adolph Gotthelft (geb. 8. Juni 1828, gest. 19. September 1901 in Kassel) 1841 die Druckerei gegründet hatte.
Sie wuchs in einer von ihrem Vater 1894 in der Sophienstraße erbauten Villa auf und erhielt ihre schulische Bildung an der von Julie von Kästner (1852–1937) geleiteten Heuserschen Höheren Töchterschule, die ab 1904 vierjährige realgymnasiale Kurse zur Vorbereitung auf das Abitur anbot. Nach ihrem dort abgelegten Abitur 1911 studierte sie von 1911 bis 1915 Sozialökonomie in Freiburg, München, Berlin und Heidelberg. Sie gehörte zum Kreis um Max und Marianne Weber, und Karl Jaspers und Georg Lukács waren Kommilitonen. Ihre 1915 in Heidelberg vorgelegte Dissertation zu John Stuart Mill wurde in Schmollers Jahrbuch veröffentlicht.
Max Weber animierte sie dazu, ihre Habilitation in Angriff zu nehmen, aber sie gab dieses Unterfangen im Jahre 1915 auf, um in Stuttgart die Leitung des Lebensmittelpreiskontrollamts zu übernehmen. 1916 ging sie nach Berlin und organisierte dort Nähstuben für den Nationalen Frauendienst. Für das Waffen- und Munitionsbeschaffungsamt verfasste sie gegen Ende des Jahres eine Studie über den Einsatz von Frauenarbeit in der Kriegsanstrengung. Danach arbeitete die für das „Casseler Tageblatt“, die Tageszeitung ihrer Familie in Kassel, wo sie einen zum Kriegsdienst eingezogenen Redakteur vertrat.
1918 heiratete sie ihren drei Jahre älteren entfernten Cousin, den Architekten Karl-Hermann Sichel (geb. 1886 in Kassel, gest. 1972 in Johannesburg). Neben der Erziehung ihrer zwei Kinder war sie in der jüdischen Frauenvereinigung B’nai-B’rith-Schwesternverbände und als Vorstandsmitglied der Vereinigung der Nationalökonominnen Deutschlands und des Büros zur Förderung der Arbeiterinnen-Interessen aktiv, lehrte Volkswirtschaft an der Volkshochschule und der Hauswirtschafts- und Gewerbeschule und stand dem von ihr gegründeten Kasseler Hausfrauenverein vor.
Nach dem sogenannten Judenboykott am 1. April 1933 war sie auf Veranlassung von Leo Baeck, dem Präsidenten der „Reichsvertretung der Deutschen Juden“, als Provinzialfürsorgerin für den Bezirk Hessen-Nassau in der Auswandererhilfe tätig. Zusammen mit dem Rechtsanwalt Leo Oppenbeim gründete sie in Kassel die „Beratungsstelle für jüdische Wirtschaftshilfe und Aufbau“ und ein Umschulungsprogramm für hochqualifizierte Juden, die durch eine Ausbildung zu Handwerkern und Bauern und durch Fremdsprachenkurse zur Auswanderung aus Hitler-Deutschland und zur Einwanderung in andere Länder vorzubereiten. In kleinen Orten der Umgebung richteten sie Hachschara-Zentren ein, wo insbesondere Studenten, die von ihren Universitäten verwiesen worden waren, etwas Ackerbau und auch die hebräische Sprache lernen konnten, um ihnen eine Einwanderung in Palästina zu ermöglichen.
1935 lehnte Sichel die Einladung ab, als Nachfolgerin Bertha Pappenheims Vorsitzende des Jüdischen Frauenbunds (JFB) zu werden. Inzwischen war sie bereits von der Gestapo einbestellt und bedroht worden, und nachdem ihr Ehemann Karl-Hermann Sichel am 29. Juni 1935 mit Berufsverbot belegt worden war, emigrierte das Paar Ende Oktober 1935 nach Südafrika; die beiden Kinder Anna (geb. 1919) und Gerhard (geb. 1923) folgten einige Wochen später.
In Südafrika gründete sie 1940 das Altenheim und Hilfswerk „Our Parents Home“ für jüdische Flüchtlinge aus dem besetzten Europa und arbeitete bis 1961 in verschiedenen Organisationen wie der Child Welfare Society, dem Johannesburg Council for Care of the Aged, der Johannesburg Marriage Guidance Society und der Union of Jewish Women of South Africa.

## Schriften
Sie veröffentlichte später einen Artikel zur Geschichte des „Casseler Tageblatts“ und zwei Bücher zum Thema der jüdischen Emigration aus Nazi-Deutschland:
- The Rise and Fall of the Kasseler Tageblatt. In: Leo Baeck Institute Yearbook. Volume 19, Issue 1, 1974, S. 237–243. doi:10.1093/leobaeck/19.1.237
- From Refugee to Citizen. A Sociological Study of the Immigrants from Hitler-Europe who settled in Southern Africa. A. A. Balkema, Amsterdam 1966.
- Challenge of the Past. Pacific Press, Johannesburg 1975, ISBN 0-620-01866-6.

## Ehrungen
- Die damals größte Zeitung des Landes, The Star, wählte sie 1975 zu einer der 20 wichtigsten Frauen des Jahres.[6]
- Im Stadtteil Kirchditmold ihrer Geburtsstadt Kassel ist seit einigen Jahren eine kleine Straße nach ihr benannt.